# Semaforalfabetet
Åtskilliga kodsystem för semaforer och flaggsignaler har använts genom tiderna. Det svenska semaforalfabetet har en något annan utformning än den engelska motsvarigheten, för att göra plats för ytterligare tecken.
Det moderna engelskspråkiga semaforalfabetet för latinska bokstäver och arabiska siffror ser ut så här (som sett framifrån):

Blanksteg
Siffror
Fel
Avbryt
A / 1
B / 2
C / 3 Medhåll
D / 4
E / 5
F / 6
G / 7
H / 8
I / 9
J Bokstäver
K / 0
L
M
N Icke
O
P
Q
R
S
T
U
V
W
X
Y
Z